# Henry From
Henry Petersen From, född 1 juni 1926 i Århus, död 31 augusti 1990 i Århus, var en dansk fotbollsspelare.
From blev olympisk silvermedaljör i fotboll vid sommarspelen 1960 i Rom.